# With Our King and Queen Through India
With Our King and Queen Through India es un documental británico realizado en 1912, se trata de una película muda que fue filmada con el proceso aditivo de color llamado Kinemacolor. La película registra las celebraciones que se efectuaron en la India el 12 de diciembre de 1912, con motivo de la coronación de Jorge V del Reino Unido, conocidas como Delhi Durbar o el Durbar de Delhi. Las tomas de la película que todavía sobreviven tienen una duración de alrededor de dos horas, pero parece que la cinta original era de más de seis horas.
Cuando se estrenó había muchas películas en blanco y negro del Delhi Durbar y la gente pensaba que esta versión no tendría éxito, pero fue todo lo contrario, su éxito probablemente se debió precisamente a que fue realizada en color.